# Macropsis gravesteini
Macropsis gravesteini är en insektsart som beskrevs av Wagner 1953. Macropsis gravesteini ingår i släktet Macropsis och familjen dvärgstritar. Inga underarter finns listade i Catalogue of Life.